# Абин
Аби́н (адыг. Абын — от абаз. абна — «лес») — река в Краснодарском крае России, впадает в Варнавинское водохранилище (бассейн реки Кубань). Длина реки — 81 км. Площадь водосборного бассейна — 484 км².

## География

Бассейн Кубани

Река Абин берёт начало на северных склонах хребта Коцехур (Лысые Горы). В верховьях — быстрая речка с прозрачной водой. У станицы Эриванская сливается с рекой Михале (Эриванкой), после чего неспешно течёт по широкому ущелью. На этом участке вдоль реки проходит грунтовая дорога из Эриванской в Шапсугскую. У станицы Шапсугской принимает слева свой главный приток Адегой, а также небольшую речку Шапарка. Далее протекает через Абинск, принимает реку Вторая и впадает в Варнавинское водохранилище.
Ниже станицы Эриванской река мутная, сильно подвержена паводкам.

## История
В районе реки со второго тысячелетия до нашей эры стали селиться племена шапсугов, оставив после себя множество дольменов, которые сохранились до наших дней. Наиболее крупная группа находится на берегу безымянного ручья, протекающего в ущелье Кручёная щель.
В 1830-е годы на местах современных станиц Шапсугская и Эриванская, а также города Абинска строятся укрепления, которые в 1863 году будут заселены казаками. Переселяя семьи, правительство думало, что река Абин будет хорошим источником орошения возделываемых земель, но заниматься земледелием в этом районе оказалось трудно, жители Эриванской в 1865 году даже писали письмо в Екатеринодар с просьбой о переселении.

## Этимология
Существует несколько версий происхождения топонима. По одной из версий, «абин» — от абхазского «абна» — лес. Также распространено мнение, что название реки произошло от имени меотского племени Абун. Также, «абаа» по-абхазски означает «крепость». Кроме того, в тюркском языке есть корень «аб», обозначающий реку, воду.
Река Абин дала название городу Абинску — центру Абинского района и одной из вершин хребта Коцехур.

## Туризм
В долине реки проводятся экскурсии на джипах, активно ведётся рыбная ловля. В районе Абина значительно увеличилось количество туристов после увеличения интереса к культуре адыгов и шапсугов.